# Эчайде, Игнасио Мария
Игна́сио Мари́я Эча́йде Лисасоа́йн (исп. Ignacio María Echaide Lizasoain, баск. Ignazio Maria Etxaide Lizasoain; 1 декабря 1884, Сан-Себастьян — 14 ноября 1962, там же) — баскский инженер, писатель и филолог баскского языка. В 1952—1962 годы председатель Эускальцайндии.

## Биография
Родился в Сан-Себастьяне в семье Игнасио Эчайде Эчебесте и Марии Пилар Лисасоайн Минондо. 
Так как семья постоянно переезжала, Эчайде учился дома и в 1900 году сдал экзамены за курс средней школы в Вальядолиде. Годом позже поступил в школу инженерии в Бильбао, которую окончил в 1906 году. С 1909 по 1949 год руководил телефонной сетью провинции Гипускоа.
12 сентября 1909 года был избран главой регионального отделения молодёжного движения Juventud Integrista. В то время Эчайде практически не владел баскским языком и активно занялся его изучением.
29 апреля 1915 года женился на Марии Долорес Итарте Альберди. В семье было десять детей.
3 ноября 1951 года был избран председателем Эускальцайндии. Вступил в должность в 1952 году.
14 декабря 1953 года был награждён орденом Альфонсо X Мудрого.
В декабре 1954 года Эчайде ампутировали левую ногу вследствие эмболии. Он умер от этой же болезни 14 ноября 1962 года.

## Труды
- Subfijación, prefijación y composición en el idioma euskaro («О суффиксах, префиксах и композиции в баскском языке», 1911)[6]
- Tratado de sintaxis en el idioma euskaro («О синтаксисе баскского языка», 1912)[6]
- Apuntes de Telefonía («Руководство о телефонии», 1921)[7]
- El verbo vascongado («Баскские глаголы», 1923)[6]
- Descripción histórica y estadística («Историческое и статическое описание», 1923)[1]
- Comunicaciones de Guipúzcoa («Коммуникации в Гипускоа», 1924)[1]
- Medidas eléctricas y mecanismos. Descripción de aparatos e instrucciones de uso («Электрические измерения и механизмы. Описание устройств и инструкция по применению», 1924)[1]
- Apuntes sobre telefonía («Руководство о телефонии», 1925)[1]
- La telefonía automática en Guipúzcoa al alcance de todos («Автоматическая телефония в Гипускоа в пределах досягаемости каждого», 1925)[1]
- La corriente telefónica: Estudio matemático de los problemas relativos a la transmisión telefónica precedida de una entrada sobre la corriente alterna («Телефонный ток: математическое исследование проблем, связанных с передачей по телефону, которому предшествует запись о переменном токе», 1927)[1]
- El sistema Ericsson de telefonía automática («Автоматическая телефонная система Ericsson», 1928)[1]
- Telefonearen sortze ta aurrerapena («Создание и развитие телефона», 1929)[1]
- Resumen descriptivo, histórico y estadístico acerca de la Red Telefónica de Guipúzcoa («Описательная, историческая и статистическая сводка о телефонной сети Гипускоа», 1929)[1]
- Medidas de equivalente y nivel de transmisión: descripción de un aparato construido por la Société d'Études pour Liaisons Téléphoniques & Télégraphiques instalado en el laboratorio de la red («Измерения эквивалента и уровня передачи: описание устройства, созданного Société d'Études pour Liaisons Téléphoniques & Télégraphiques, установленного в сетевой лаборатории», 1929)[1]
- Tratado de subfijación, prefijación y composición en el idioma euskaro («О субфиксации, префиксации и композиции в баскском языке», 1931)[6]
- Sobre el origen y parentesco del pueblo euskaro y su idioma («О происхождении и родстве баскского народа и их языка», 1935)[6]
- Lecciones sobre telefonía automática («Уроки по автоматической телефонии», 1942)[1]
- Desarrollo de las conjugaciones euskaras. Perifrásticas y sintéticas, respetuosas y familiares («Развитие баскских спряжений. Об иносказательных и синтетических, уважительных и разговорных формах», 1944)[6]

## Награды
- Орден Альфонсо X Мудрого (1953)[3][8]